# یک شاهد ناگهانی
یک شاهد ناگهانی یا شاهدی از غیب (به انگلیسی: A Witness Out of the Blue) یک فیلم جنایی و دلهره‌آور محصول سال ۲۰۱۹ هنگ کنگ به تهیه کنندگی درک یی و نویسندگی و کارگردانی اندرو فانگ است. در این فیلم، لوئیس کو در نقش دزدی بازی می‌کند که به مظنون اصلی یک پرونده قتل جدید تبدیل می‌شود که در آن تنها شاهد یک طوطی سخنگو حاضر در صحنه است. این فیلم اولین بار در جشنواره فیلم آسیایی هنگ کنگ در ۱۸ اکتبر ۲۰۱۹ پیش از اکران در سینما در ۲۴ اکتبر ۲۰۱۹ در هنگ کنگ به نمایش درآمد. این فیلم همچنین در جشنواره بین‌المللی فیلم روتردام از ۲۸ ژانویه تا ۱ فوریه ۲۰۲۰ نمایش داده شد.

## داستان
شان ونگ (لوئیس کو) یک دزدی مسلحانه را در یک جواهرفروشی رهبری می‌کند. سه ماه بعد، هومر تسویی (دیپ انگ)، شریک جنایت ونگ، جسد در داخل یک آپارتمان پیدا می‌شود و بازرس ارشد ییپ سائوچینگ (فیلیپ کیونگ) به ونگ مظنون می‌شود که مقصر قتل تسویی است. تنها شاهد ظاهری پرونده قتل طوطی سخنگو است که در صحنه جنایت داخل اتاق آپارتمان حضور داشت. وونگ تصمیم می‌گیرد تا قاتل واقعی را پیدا کند تا نام او را پاک کند و از شریک زندگی خود انتقام بگیرد.